# 古斯塔沃·吉馬良斯
古斯塔沃·吉馬良斯（葡萄牙語：Gustavo Guimarães，1994年1月24日—）為巴西男子水球運動員。他為2015年世界游泳錦標賽和2016年夏季奧林匹克運動會巴西隊的成員。他奪得2015年泛美運動會的銀牌。

## 外部連結
- 官方網站 （页面存档备份，存于）
- 古斯塔沃·吉馬良斯的Facebook專頁